# روبن مندوزا (لاعب كرة قدم أمريكية)
روبن مندوزا (بالإنجليزية: Ruben Mendoza)‏ هو لاعب كرة قدم أمريكية أمريكي، ولد في 10 مايو 1963.